# Лео Маржан
Лео́ Маржа́н (англ. Léo Marjane; 27 августа 1912, Булонь-сюр-Мер — 18 декабря 2016) — французская певица, особенно популярная в конце 1930-х — первой половине 1940-х годов. 
Настоящее имя: Тереза Мария Леони Гендебьен.

## Биография
Родилась в семье дипломата в 1912 году в северном французском городе Булонь-Сюр-Мер.
Была одной из крупнейших звёзд Франции периода немецкой оккупации. Начинала свою карьеру в французских кабаре. Ее ранние записи - смесь классических произведений и стандартов той эпохи, таких как «Begin the Beguine» и «Night and Day» - были хорошо приняты и популярны.   В 1941 году она записала свою песню, автором которой стал Шарль Трене и специально для Терезы была написана "Seule ce soir" ("Alone Tonight"). 
После войны певица была обвинена в частых выступлениях перед фашистскими офицерами. Последовал арест и суд. В итоге певица была оправдана. Тем не менее эти события сказались на её популярности и публичном имидже. После возвращения на родину все попытки продолжить карьеру певицы успехом не увенчались. После замужества помогала супругу в разведении лошадей. 
В августе 2012 года певице исполнилось 100 лет.
Умерла на 105 году жизни.